# Букукун
Букуку́н (рос. Букукун) — село у складі Киринського району Забайкальського краю, Росія. Входить до складу Шумундинського сільського поселення.

## Населення
Населення — 36 осіб (2010; 99 у 2002).
Національний склад (станом на 2002 рік):
- росіяни — 87 %